# 常総開発工業
常総開発工業株式会社（じょうそうかいはつこうぎょう）は、茨城県神栖市に本社を置く建設会社である。

## 主な事業所
- 本社
  - 茨城県神栖市賀2108
- 支店
  - 鹿島支店：茨城県神栖市
  - 水戸支店：茨城県水戸市
  - 佐原支店：千葉県香取市
  - 利根支店：茨城県北相馬郡利根町
  - つくば支店：茨城県つくば市
- 営業所
  - 土浦営業所：茨城県土浦市
  - 成田営業所：千葉県成田市
  - 鹿嶋営業所：茨城県鹿嶋市
  - ひたちなか営業所：茨城県ひたちなか市
  - 本埜営業所：千葉県印西市
  - 東京営業所：東京都中央区
  - むつ営業所：青森県むつ市